# Safari Park Vergel
El Safari Park Vergel fue un parque zoológico propiedad de la empresa Terra Natura situado en Vergel (Alicante).

## Cierre
Tras más de 30 años de actividad, cerró sus puertas en 2010. 23 trabajadores fueron despedidos y más de 400 animales debieron ser realojados en otros parques.